# Bithoracochaeta annulata
Bithoracochaeta annulata är en tvåvingeart som beskrevs av Stein 1911. Bithoracochaeta annulata ingår i släktet Bithoracochaeta och familjen husflugor. Inga underarter finns listade i Catalogue of Life.